# Agrochola ballotae
Agrochola ballotae là một loài bướm đêm trong họ Noctuidae.